# Merriam
Merriam – miasto w Stanach Zjednoczonych, w stanie Kansas, w hrabstwie Johnson.